# دارکوب دم‌طلایی
دارکوب دم‌طلایی با نام علمی Campethera abingoni گونه‌ای از دارکوب‌هاست که در مرکز و جنوب آفریقا در کشورهای آنگولا، آفریقای جنوبی، اوگاندا، بنین، بوتسوانا، تانزانیا، کامرون، جمهوری آفریقای مرکزی، چاد، جمهوری کنگو، جمهوری دموکراتیک کنگو، ساحل عاج، غنا، گامبیا، گینه، گینه بیسائو، کنیا، مالاوی، مالی، موریتانی، موزامبیک، نامیبیا، رواندا، سنگال، سودان، سوازیلند، زامبیا و زیمبابوه یافت می‌شود.